# 格姆洛格 (喬治亞州)
格姆洛格（英語：Gumlog）是位於美國喬治亞州富蘭克林縣的一個人口普查指定地區。

## 地理
格姆洛格的座標為34°30′05″N 83°05′54″W / 34.50139°N 83.09833°W，而該地最高點為海拔高度223米（即732英尺）。

## 人口
根據2010年美國人口普查的數據，格姆洛格的面積為41.60平方千米，當中陸地面積為34.80平方千米，而水域面積為6.80平方千米。當地共有人口2146人，而人口密度為每平方千米51人。